# Campagna di Germania del 1813

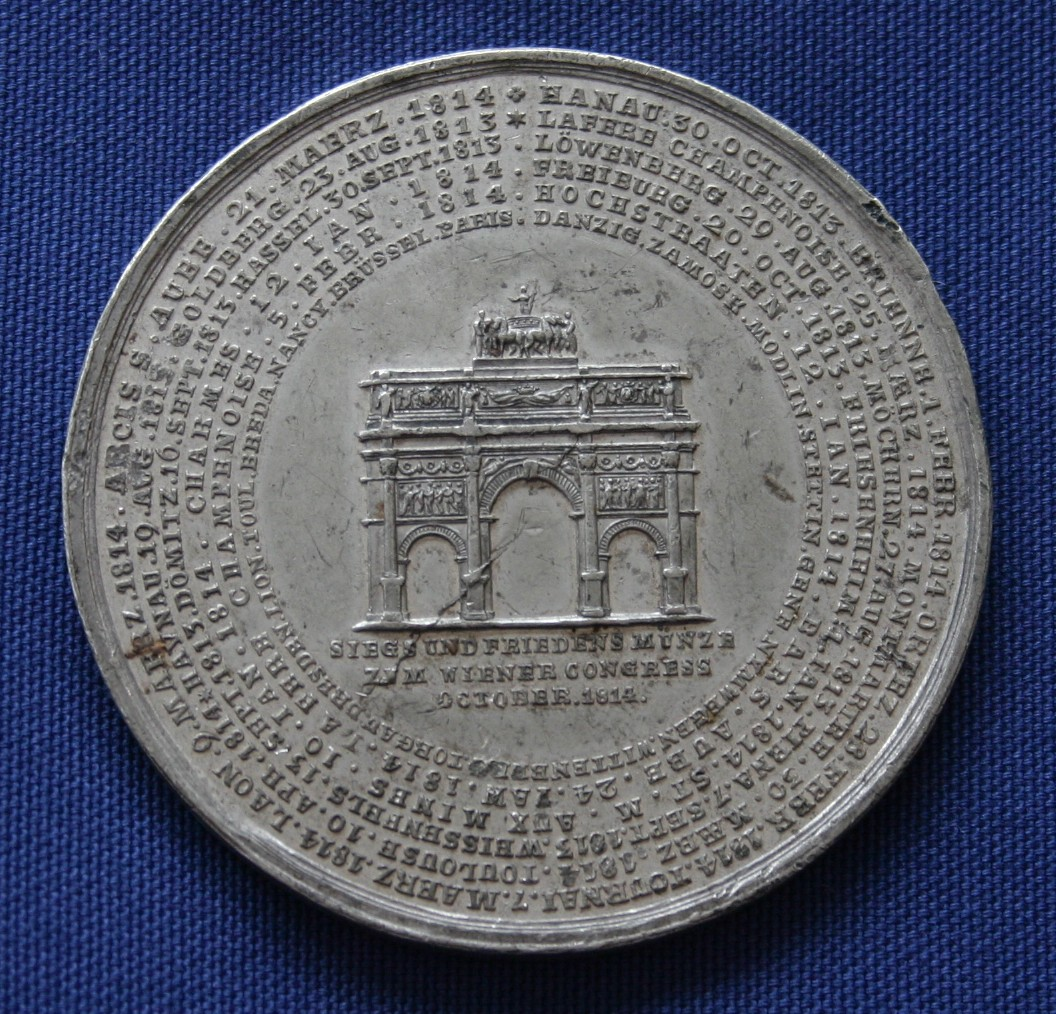
Battaglie della Campagna di Germania inscritte su una medaglia.

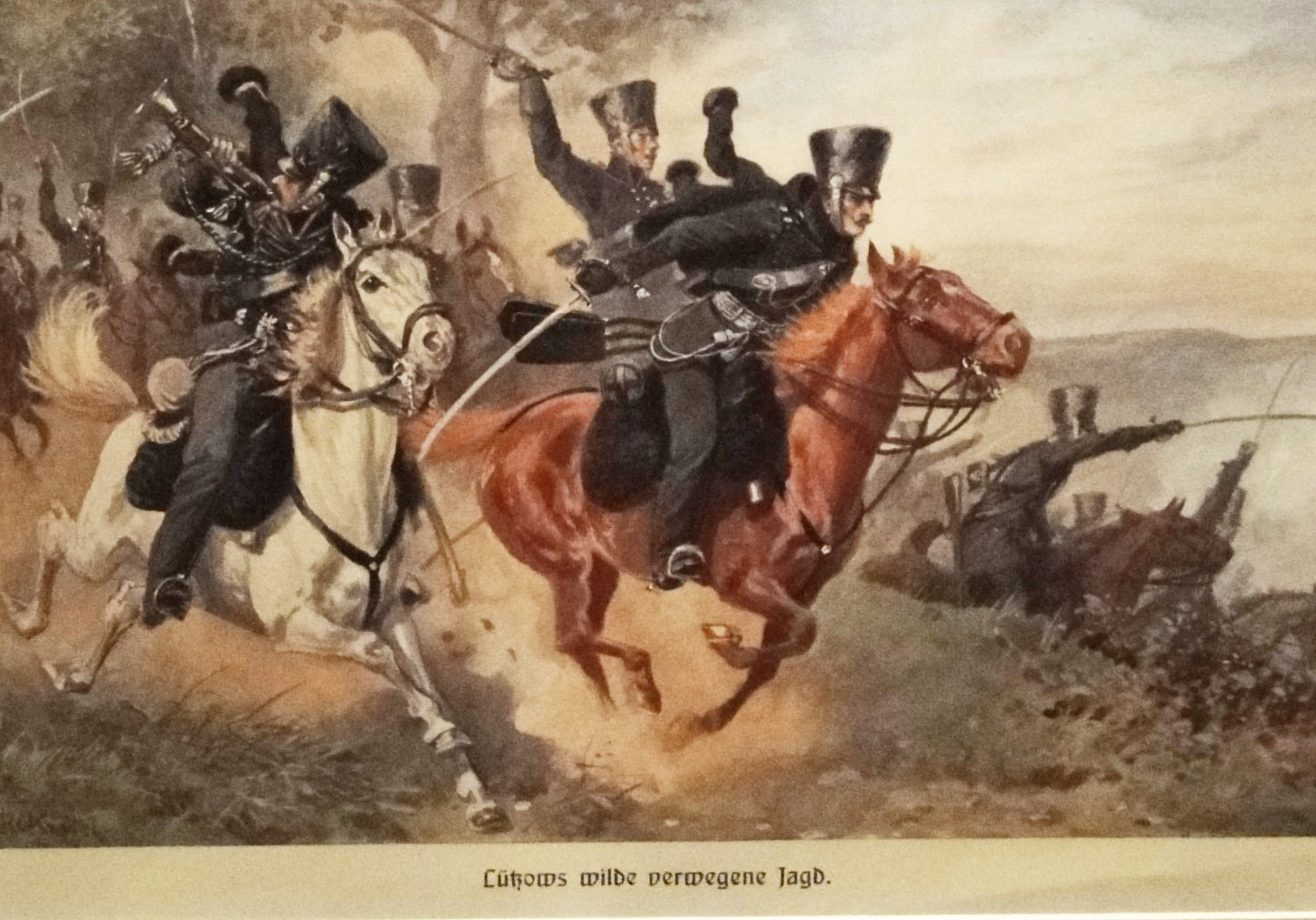
I Lützowsches Freikorps in azione.

La campagna di Germania (in tedesco: Befreiungskriege, "guerra di liberazione") fu una campagna militare condotta nel 1813. I membri della Sesta coalizione combatterono una serie di battaglie in Germania contro l'imperatore francese Napoleone ed i suoi marescialli, liberando così molti stati tedeschi dalla dominazione del Primo impero francese.
Dopo la devastante sconfitta della Grande Armée di Napoleone nella Campagna di Russia del 1812, Ludwig Yorck von Wartenburg – il generale comandante delle forze ausiliarie tedesche della Grande Armée (in tedesco: Hilfskorps) – dichiarò un cessate il fuoco coi russi il 30 dicembre 1812 con la convenzione di Tauroggen. Fu questo il fattore decisivo dello scoppio della campagna tedesca l'anno successivo.
La campagna di Primavera tra i membri della Sesta coalizione ed il Primo impero francese si concluse senza vincitori né vinti con una tregua estiva (tregua di Pläswitz). Grazie al piano Trachenberg, sviluppato durante il periodo del cessate il fuoco estivo del 1813, i ministri di Prussia, Russia e Svezia si accordarono per perseguire insieme un'unica strategia contro Napoleone. Nella successiva campagna d'Autunno, l'Austria si schierò con la coalizione, facendo così svanire le speranze di Napoleone di raggiungere accordi separati con le potenze di Austria e Russia. Gli alleati della coalizione, ora numericamente superiori, si scontrarono ora col grosso delle truppe di Napoleone malgrado alcuni scivoloni come nella battaglia di Dresda. Il punto massimo della strategia alleata fu la battaglia di Lipsia dell'ottobre del 1813, che fu una sconfitta decisiva per Napoleone. La Confederazione del Reno, un'alleanza dei regnanti della Germania occidentale con la Francia, aveva già perso molte battaglie contro gli alleati della coalizione in Baviera ed in Sassonia e dopo la sconfitta di Lipsia si dissolse completamente. Questo fatto spezzò completamente la difesa di Napoleone sulla riva est del Reno.
All'inizio del 1814 la coalizione invase la Francia in coincidenza con la marcia del duca di Wellington nella medesima direzione. Napoleone venne costretto ad abdicare e Luigi XVIII riprese il trono francese. La guerra terminò ufficialmente col trattato di Parigi del novembre del 1814.

## Contesto
Dal 1806 scrittori ed intellettuali come Johann Philipp Palm, Johann Gottlieb Fichte, Ernst Moritz Arndt, Friedrich Ludwig Jahn e Theodor Körner avevano iniziato a criticare l'occupazione napoleonica della Germania. Essi sottolinearono come diversi principi tedeschi avevano visti limitati i loro poteri ed insieme iniziarono a creare un fronte popolare per scacciare i francesi dal suolo tedesco. Dal 1810 Arndt e Jahn chiesero ufficialmente alle autorità prussiane supporto per un'eventuale rivolta. Jahn personalmente organizzò la Lega Tedesca e fondò i Lützowsches Freikorps.
Già prima della campagna di Germania, vi furono delle rivolte contro le truppe francesi che occupavano la Germania – nel 1806 in Assia e nel 1809 nel Tirolo. Queste rivolte si intensificarono in quello stesso anno sotto la guida di Wilhelm von Dörnberg, iniziatore e comandante in capo della rivolta assiana, e del maggiore Ferdinand von Schill.

## Il corso degli eventi
Dopo la devastante sconfitta della Grande Armée napoleonica in Russia nel 1812, Ludwig Yorck von Wartenburg – il generale comandante delle forze ausiliarie della Grande Armée in Germania (Hilfskorps) – dichiarò un cessate il fuoco coi russi il 30 dicembre 1812 tramite la Convenzione di Tauroggen. Fu questo il fattore decisivo dello scoppio della campagna di Germania l'anno successivo.
Il 17 marzo 1813 – il giorno in cui Alessandro I di Russia giunse all'Hoflager di Federico Guglielmo III di Prussia – la Prussia dichiarò guerra alla Francia. Il 20 marzo 1813 il giornale Schlesische privilegierte Zeitung pubblicò il discorso integrale tenuto da Federico ed intitolato An Mein Volk, recitato il 17 marzo e richiedente una vera e propria guerra di liberazione del suolo tedesco dai francesi. Inoltre le nuove unità prussiane di Landwehr e Landsturm vennero a costituirsi con volontari provenienti da Germania, Russia e (dall'estate del 1813 in poi) dalla Svezia e dall'Austria. Già impegnata col mantenimento della supremazia navale e con la Guerra Peninsulare, la Gran Bretagna non prese parte diretta alla Campagna di Germania, anche se inviò truppe di supporto ai contingenti alleati.

## La guerra di Liberazione
La convenzione di Tauroggen divenne il punto chiave per l'inizio della rigenerazione della Prussia. Quando iniziò a diffondersi la notizia della sconfitta della Grande Armée, lo spirito di rivolta ai francesi iniziò a riaccendersi. Per quanto riguarda la posizione del re e dei suoi ministri all'epoca era estremamente in ansia, dal momento che essi conoscevano bene le risorse a disposizione della Francia nonché la versatilità del suo esercito, ma da un lato la fine delle loro sofferenze appariva ormai all'orizzonte.
I russi si risolsero a proseguire la campagna e lavorarono in unione con la popolazione e le autorità locali per rifornire le truppe del necessario quando si trovavano sul campo di battaglia.

## I preparativi di Napoleone

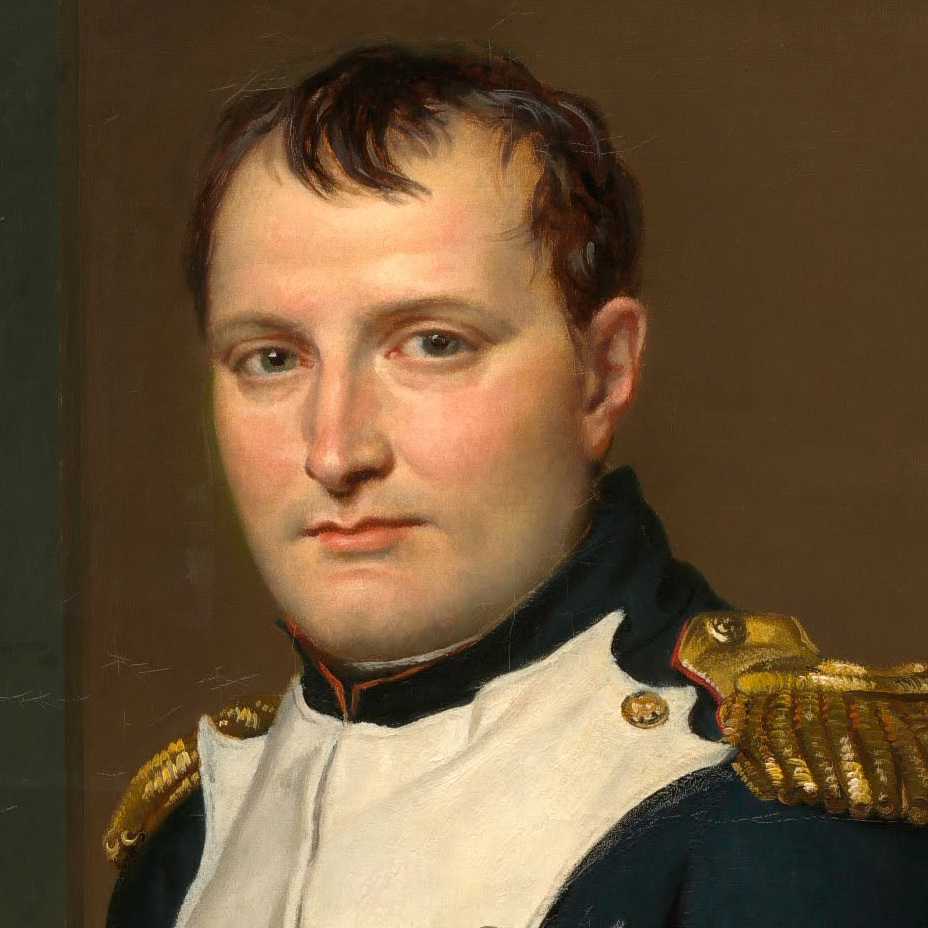
Napoleone di Jacques-Louis David, 1812

Nel frattempo Napoleone a Parigi stava riorganizzando l'esercito per la conquista della Prussia. Egli creò in questo frangente la Guarde Nationale nel 1811–1812 con lo scopo preciso di difendere unicamente la patria ma con l'intento che essa potesse essere una forza sempre pronta e preparata ad ogni evenienza. Sul finire di marzo, con la complicità anche degli ultimi alleati rimasti a Napoleone e con le coscrizioni obbligatorie, la Francia fu in grado di mettere in campo nuovamente 200 000 uomini che velocemente si spostarono verso l'Elba, e già dai primi giorni di aprile il gruppo venne a concentrarsi tra l'Elba e la Saale, minacciando su un fronte Berlino e sull'altro Dresda

## Campagna di Primavera del 1813

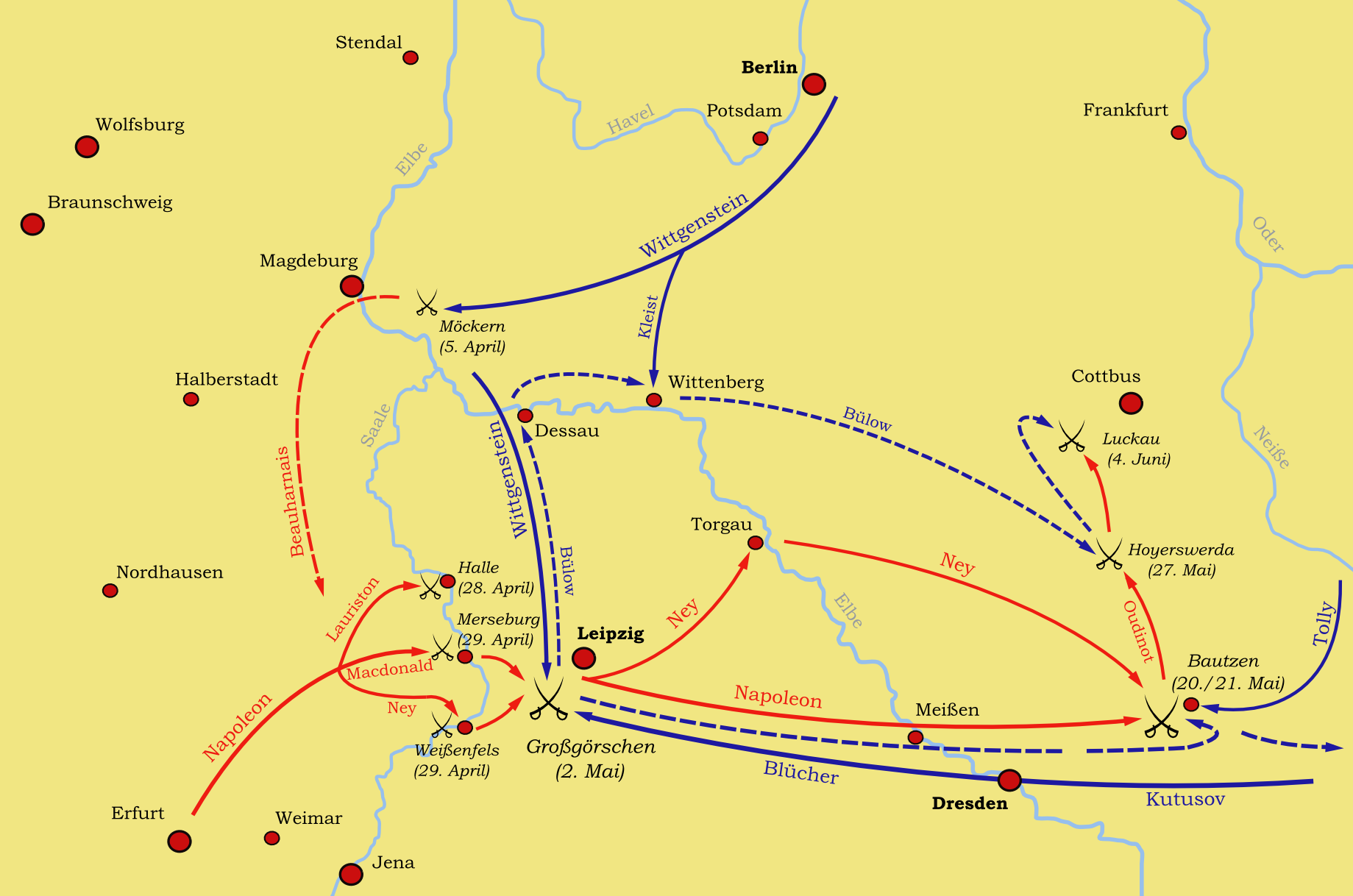
Mappa della campagna di Primavera del 1813.

Gli alleati della coalizione, accortisi del graduale rafforzamento delle forze nemiche ma essi stessi non in grado di mettere in campo più di 200 000 soldati, lasciarono un piccolo corpo d'osservazione proprio davanti a Magdeburgo e lungo l'Elba per dare per tempo la notizia di una possibile avanzata nemica su Berlino; il grosso delle forze prese posizione a Dresda da dove avevano pensato di correre lungo il corso dell'Elba e prendere i francesi da destra. Entrambe le armate erano sufficientemente rifornite di informazioni, anche se Napoleone sapeva di doversi muovere su un territorio ostile rispetto ai suoi avversari.
Il 25 aprile Napoleone raggiunse Erfurt ed assunse il comando delle operazioni. In quel giorno le sue truppe erano così disposte: il principe Eugène de Beauharnais, con i corpi di Lauriston, Macdonald e Regnier, lungo la bassa Saale, il maresciallo Ney davanti a Weimar tenendo saldamente la cresta di Kösen; la Guardia Imperiale a Erfurt, il Maresciallo Marmont a Gotha, il generale Bertrand a Saalfeld, ed il maresciallo Oudinot a Coburgo, tutti mossisi verso Merseburg e Lipsia nei giorni successivi.
Nel frattempo, russi e prussiani avevano concentrato tutti gli uomini disponibili sul muoversi in linea parallela ma di poco a sud rispetto ai francesi. Il 1º maggio, Napoleone entrò a Lützen. Il generale russo Wittgenstein, che ora comandava la coalizione alleata al posto del generale Kutusov, avendo avuto notizia di questo avvicinamento, aveva deciso di attaccare l'avanguardia francese sul fianco destro e durante quella mattinata portò il grosso delle sue forze ed il suo fianco destro nelle vicinanze di Gross-Görschen e Kaya.

### Battaglia di Lützen

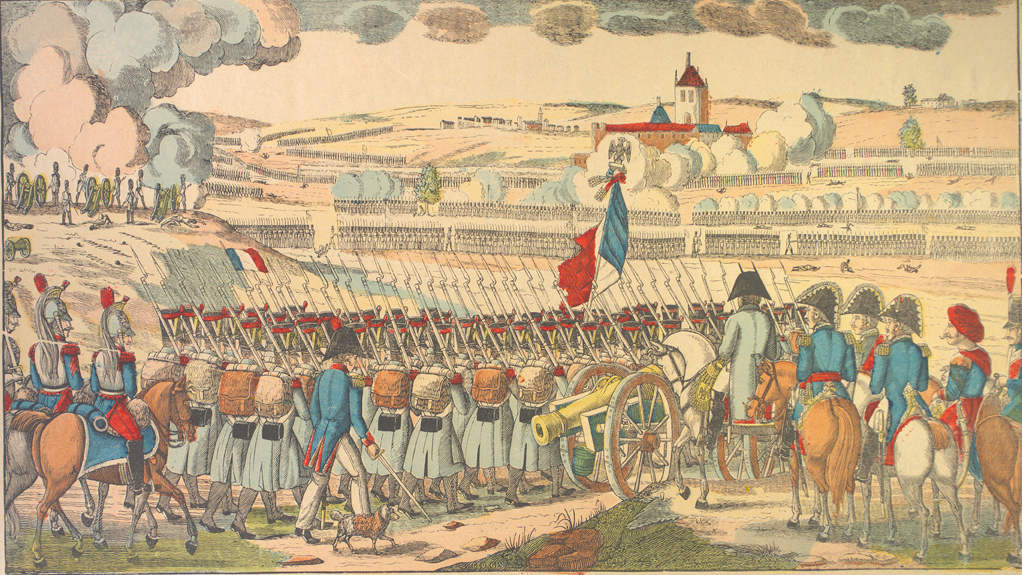
La battaglia di Lutzen (1813). Napoleone, a cavallo di un destriero bianco, osserva la scena. Opera tratta dal Pennington Catalogue.

Alle 09:00 del 2 maggio Wittgenstein iniziò l'attacco all'avanguardia francese a Lützen, col resto del suo esercito diretto contro il fianco destro e la retroguardia di Napoleone. Alle 11:00 Napoleone, presso il monumento a Gustavo Adolfo sul campo di Lützen, sentì le prime cannonate e capì subito la situazione, galoppando velocemente sulla nuova scena dell'azione che si svolgeva di fatto dietro i suoi soldati. Cercò come prima cosa di raggruppare la sua riserva per controbattere allo scontro. Quando però entrambi i fronti apparivano ormai esausti dai combattimenti sul campo con un centinaio di pezzi d'artiglieria, ma per quanto avesse ottime chances di avere la meglio, quando pure le forze degli alleati iniziarono a ritirarsi in buon ordine, i francesi erano ormai troppo esausti per inseguirli.
Secondo l'opinione dello storico militare Frederic Maude che collaborò all'11ª edizione dell'Encyclopædia Britannica (1911) non vi fu miglior battaglia per esemplificare la potenza della strategia di Napoleone, come egli stesso ebbe a dire: "Questi prussiani alla fine hanno imparato qualcosa, non sono più i soldatini di legno di Federico il Grande", e, sull'altro fronte, la relativa inferiorità dei suoi uomini comparata ai veterani di Austerlitz chiamati a sforzi personali come mai prima d'ora.

### Battaglia di Bautzen

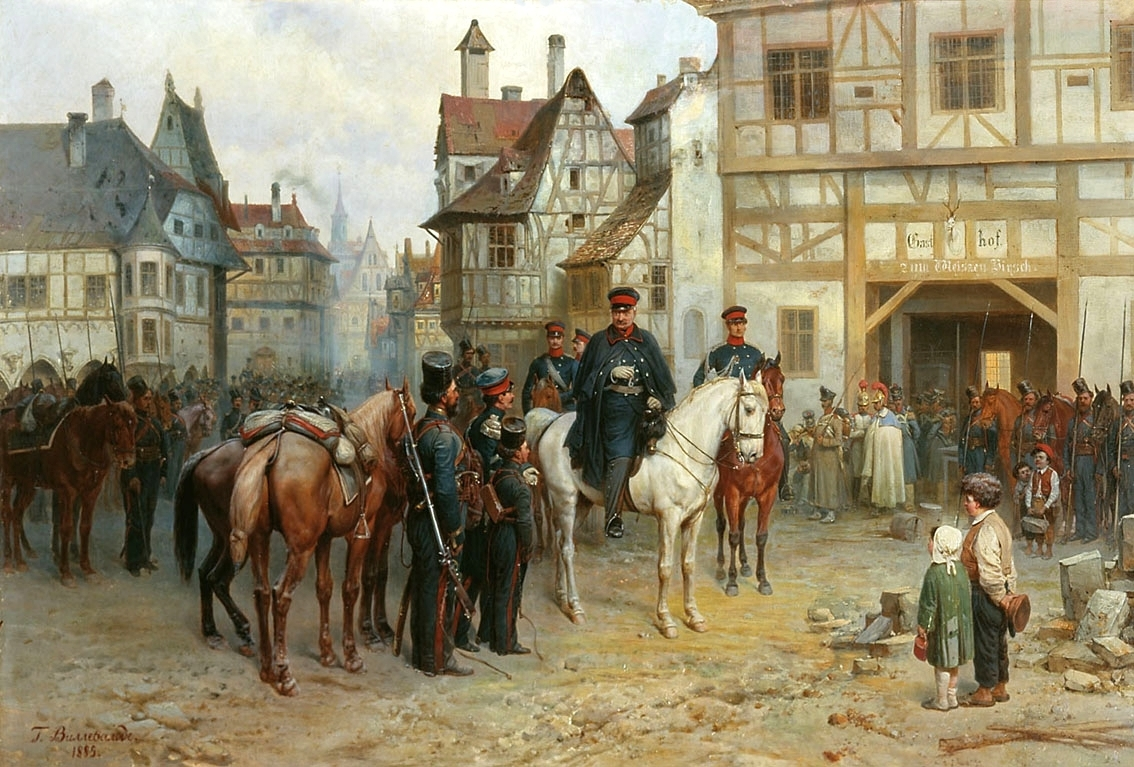
Il principe Blücher ed i Cosacchi a Bautzen nel 1813.

Ney venne inviato ad attraversare l'Elba per raggiungere gli alleati a Dresda. Questa mossa costrinse le forze alleate ad evacuare la città ed a ritirarsi oltre l'Elba, facendo poi saltare il locale ponte di pietra sul fiume. Napoleone entrò in città, ma la rottura del ponte gli causò un ritardo di quattro giorni dal momento che il suo esercito non disponeva di pontieri. Il 18 maggio la marcia riprese, ma gli alleati della coalizione avevano un vantaggio nella ritirata, ottenendo inoltre rinforzi lungo la via. Giunti alla linea dello Spree, presero posizione presso la città fortificata di Bautzen. Qui il 20 maggio, vennero attaccati in una battaglia di due giorni dove pure venne evidenziata la debolezza della cavalleria francese condizionata sia dalla forma dell'attacco che dal risultato della vittoria che fu piuttosto magra.
Gli alleati si ritirarono ma Napoleone non riuscì a catturare un singolo trofeo come prova della sua vittoria. Il continuo fuggire dei nemici lo preoccupava, come pure l'assenza di cannoni catturati o di prigionieri e pertanto chiese ai suoi comandanti di raddoppiare gli sforzi per inseguire il nemico. Questi ultimi agirono d'impulso ed il maresciallo prussiano Blücher colse l'occasione per ingaggiare la battaglia di Haynau (26 maggio) dove con venti divisioni di cavalleria distrusse l'intera divisione di Maison. La sconfitta materiale inflitta ai francesi non fu grandissima, ma il suo effetto fu notevole sulla cavalleria prussiana.

## La tregua estiva

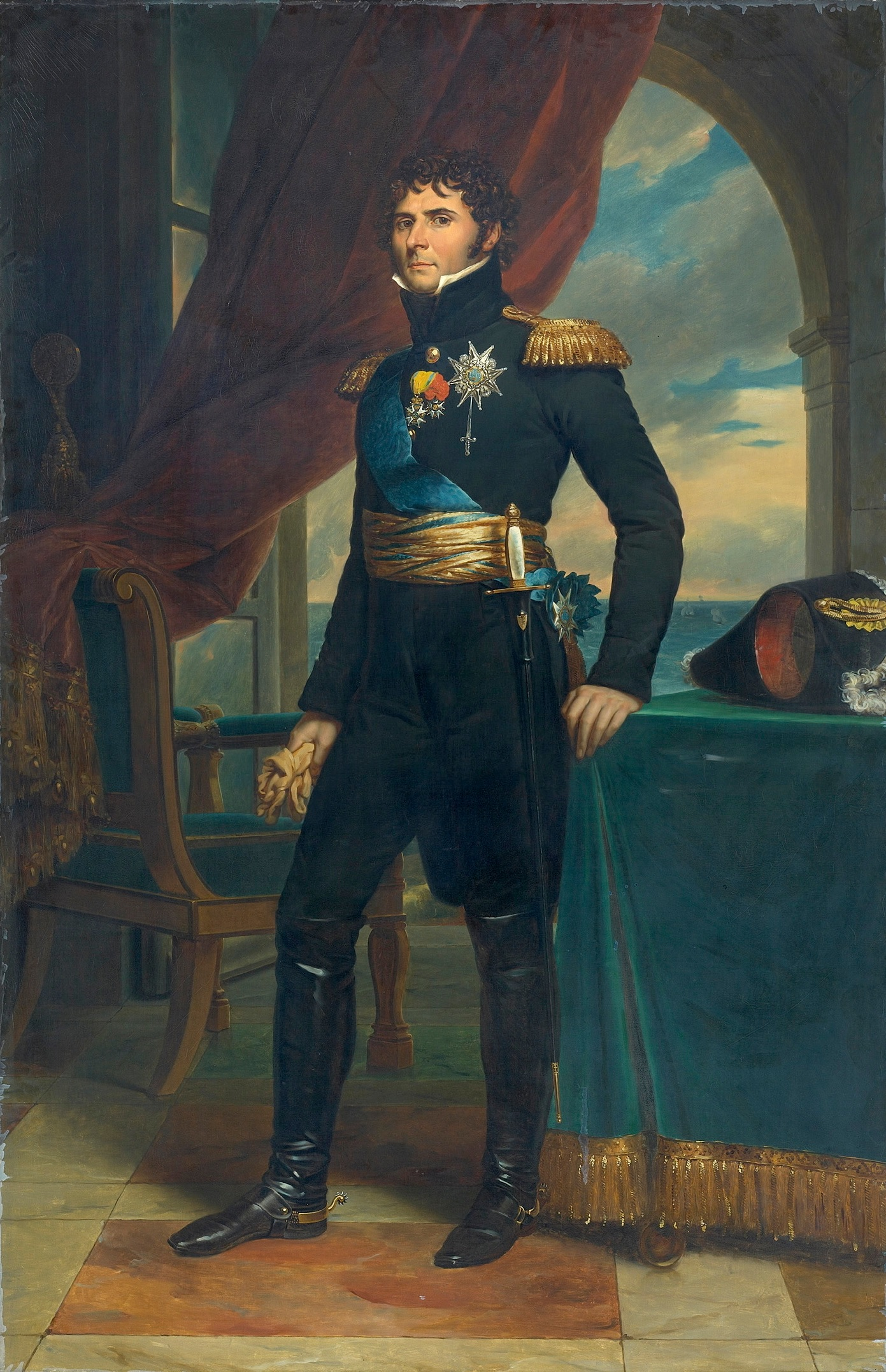
Carlo Giovanni (Bernadotte), principe ereditario di Svezia; ritratto di François Gérard.

Gli alleati della coalizione continuarono la loro ritirata ed i Francesi non furono in grado di ingaggiare con loro battaglie significative. In previsione di un comportamento ambiguo da parte dell'Austria, Napoleone iniziò ad allarmarsi e decise di aprire i negoziati. Il nemico, avendo tutto da guadagnare, si accordò infine per una tregua di sei settimane secondo i termini della tregua di Pläswitz. Secondo lo storico militare Frederic Maude (1911), questo fu l'errore militare più grave dell'intera carriera militare di Napoleone, e la sua scusa per esso fu di volere una cavalleria più adeguata.

## La Campagna d'Autunno
Dopo la sospensione delle armi (al 15 agosto), Napoleone fece pressione per ritirare le sue truppe dalla posizione pericolosa in Boemia dal momento che ormai non vi erano dubbi che l'Austria fosse da considerarsi nella lista dei nemici. Alla fine decise di raggruppare i suoi corpi tra Görlitz e Bautzen dove insieme avrebbero potuto incontrare l'avanzata nemica da Breslavia o verso la Sassonia nella valle dell'Elba. Quest'ultima mossa, nello specifico, dipendeva dal mantenimento della fortezza di Dresda, e per questo egli inviò il suo I corpo d'armata sull'Elba verso Pirna e Königstein per coprire le fortificazioni di Dresda stessa.
Napoleone quindi rivolse la sua attenzione alla campagna che sarebbe iniziata di li a poco. Vedendo ormai chiaramente che con la cavalleria disponibile era impossibile un'offensiva nel suo vecchio stile, si determinò alla difesa strenua dell'Elba, limitandosi a brevi incursioni nel territorio nemico.

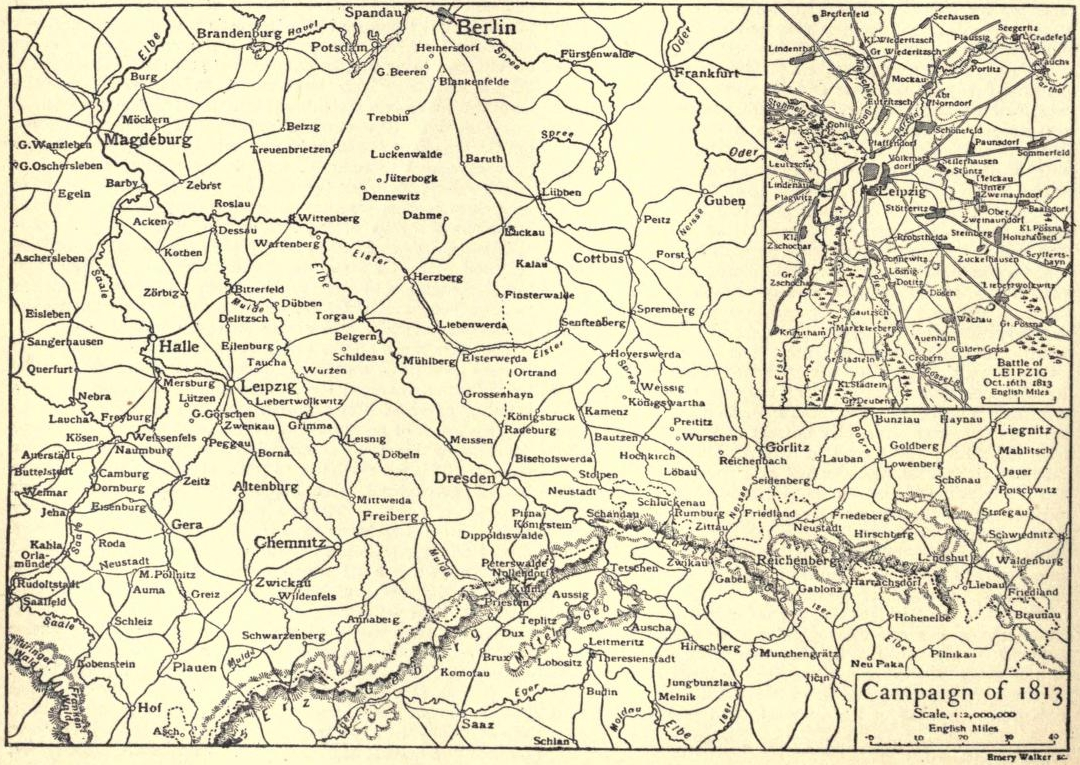
La campagna del 1813

Coi rinforzi giunti all'inizio di agosto, Napoleone calcolò di avere a disposizione 300 000 uomini presso Bautzen e altri 100 000 lungo l'Elba da Amburgo sino a Magdeburgo e poi a Torgau. Con questi ultimi si determinò a guidare l'avanzata verso Berlino (che pensava di raggiungere in 4-5 giorni).
Quasi alla chiusura dell'armistizio, Napoleone venne messo a conoscenza dettagliatamente della situazione degli alleati. Il principe ereditario di Svezia (Bernadotte), con volontari svedesi e prussiani per un totale di 135 000 uomini in tutto, si trovava tra Berlino e Stettino, e conoscendo bene il suo ex maresciallo, Napoleone considerò che Oudinot fosse il generale più adatto a fronteggiarlo. Blücher con circa 95 000 tra russi e prussiani era presso Breslavia, mentre il maresciallo Schwarzenberg, con circa 180 000 austriaci e russi, si trovava in Boemia. Nella sua posizione a Bautzen, Napoleone si sentiva tutto sommato nelle medesime condizioni dei suoi nemici.

### Battaglia di Dresda

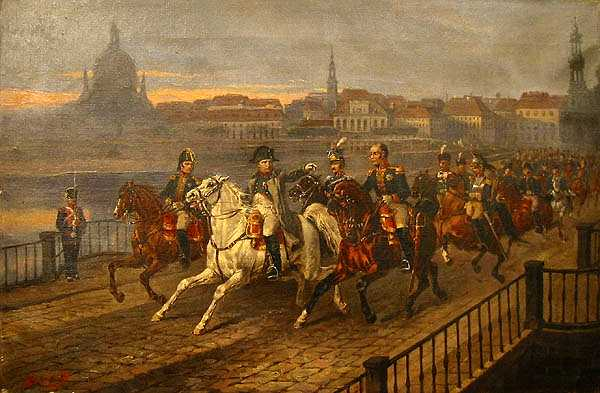
Napoleone attraversa l'Elba di Józef Brodowski (1895)

L'avanzata verso Berlino iniziò puntualmente con la fine dell'armistizio. Napoleone ad ogni modo, in comando al grosso dell'esercito francese, attese di vedere più chiaramente i piani avversari. Come prima cosa avanzò verso Blücher, il quale lo attirò in una trappola. Napoleone ricevette inoltre la notizia del fatto che Schwarzenberg stava raggiungendo la valle dell'Elba e, lasciando Macdonald ad osservare Blücher, si spostò nuovamente a Bautzen per disporre le sue truppe lungo le montagne boeme in direzione di Königstein. Ma le notizie da Dresda erano così allarmanti che all'ultimo momento capì l'intrigo nemico ed inviò Vandamme. Questa marcia rimase una delle più straordinarie nella storia, coprendo 90 km in sole 72 ore di marcia, entrano a Dresda la mattina del 27 agosto, solo alcune ore prima dell'inizio dell'attacco della coalizione degli alleati.
Dresda fu l'ultima grande vittoria del Primo impero francese. Dal mezzogiorno del 27 agosto austriaci e russi erano ormai completamente battuti e si trovavano in piena ritirata, inseguiti dai francesi ma per breve tempo, perché anche qui con un tragico errore il Bonaparte decise di non proseguire l'inseguimento tornando a Dresda con le sue truppe.

### Sconfitte francesi

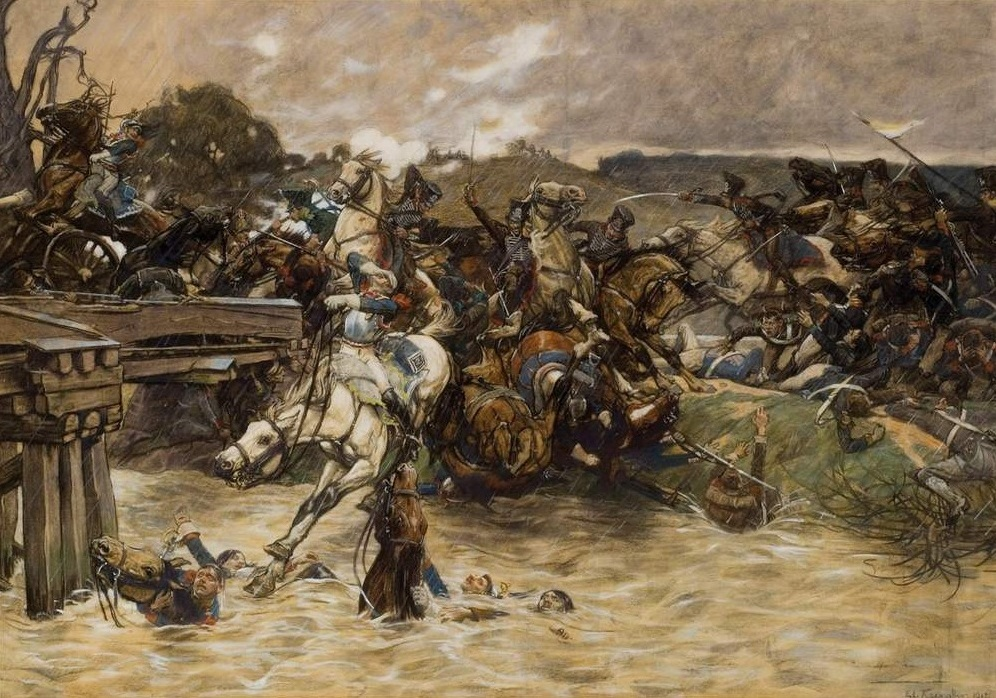
La battaglia di Katzbach 1813, di Eduard Kaempffer.

Gli alleati della coalizione, ad ogni modo, continuarono a ritirarsi, e sfortunatamente per i francesi, Vandamme, col suo singolo corpo d'armata e senza supporti, si spostò verso Kulm, e venne completamente surclassato per numero dai nemici (battaglia di Kulm, 29 agosto). Napoleone intanto seppe della pesante sconfitta di Oudinot nella battaglia di Großbeeren (23 agosto) presso Berlino ad opera di Bernadotte e di Macdonald alla Battaglia del Katzbach (26 agosto) ad opera di Blücher.

### I movimenti di Napoleone
Durante i successivi due giorni, Napoleone esaminò la sua situazione e dettò una serie di note che costituiscono ancora oggi un autentico puzzle per qualsiasi esperto di strategia militare, basandosi spesso su ipotesi più che su vere e proprie conoscenze e senza particolari riferimenti geografici o puntuali sulle posizioni del nemico sul campo di battaglia.
Purtroppo per il Bonaparte la recente sconfitta di McDonald aveva impoverito molto il morale generale delle truppe.
Blücher, sapendo dell'arrivo di Napoleone alla testa del suo esercito, si ritirò ancora una volta e Napoleone questa volta lo seguì, scoprendo così i passi sulle montagne boeme, fatto di cui si avvantaggiò Schwarzenberg. Napoleone all'ultimo si spostò verso Bautzen.
Avendo saputo poi che gli austriaci si stavano dirigendo verso Dresda, Napoleone vi ritornò con la sua armata, concentrando i suoi uomini e dirigendosi poi verso Pirna e Königstein. Ma gli austriaci non avevano alcuna intenzione di attaccare i francesi e Napoleone fece quindi ritorno a Dresda, dove rimase per un intero mese come vacillante. Il 4 ottobre propose di passare l'inverno a Dresda con le sue truppe, ben conscio comunque che troncare ogni comunicazione con la Francia avrebbe potuto significare innanzitutto mancanza di cibo di cui le sue truppe abbisognavano.

### La Campagna di Lipsia
Blücher, Schwarzenberg e Bernadotte, nel frattempo, lavorarono ai fianchi di Napoleone. Ney, che si era unito a Oudinot dopo Grossbeeren, era stato sconfitto nella battaglia di Dennewitz (6 settembre) e la vittoria, ottenuta dalle sole truppe prussiane, aveva fornito grande coraggio al nemico. Improvvisamente Napoleone dovette rivedere ancora una volta i suoi piani. Richiamando St Cyr, al quale aveva chiesto di restare a Dresda, decise di portarsi ad Erfurt, portandosi quasi fino a Magdeburgo, puntando sul fatto che Dresda gli era in quel frangente poco funzionale e non vi sarebbe stata alcuna battaglia nell'area.
Il 7 ottobre, Napoleone stilò l'ultimo piano e lo pose subito in esecuzione, tenendo presente il pericolo rappresentato dalla linea di ritirata sia di Blücher che di Schwarzenberg; solo alcune ore prima gli ordini dati a St Cyr ed a Lobau erano stati cancellati ed i due vennero infine lasciati a Dresda per sicurezza. Dal 10 al 13 ottobre Napoleone stette a Düben. Blücher si trovava presso Wittenberg, e Schwarzenberg si stava lentamente muovendo a sud di Lipsia. L'Armata del Nord al comando di Bernadotte, sconosciuta a Napoleone, si trovava presso Halle.
Napoleone decise di buttare il grosso delle sue truppe verso Blücher, e, circondatolo, di spostarsi poi a sud verso Schwarzenberg tagliando così le comunicazioni con la Boemia.
Questa mossa il 14 ottobre lo pose in contatto con Bernadotte.

#### Battaglia delle Nazioni

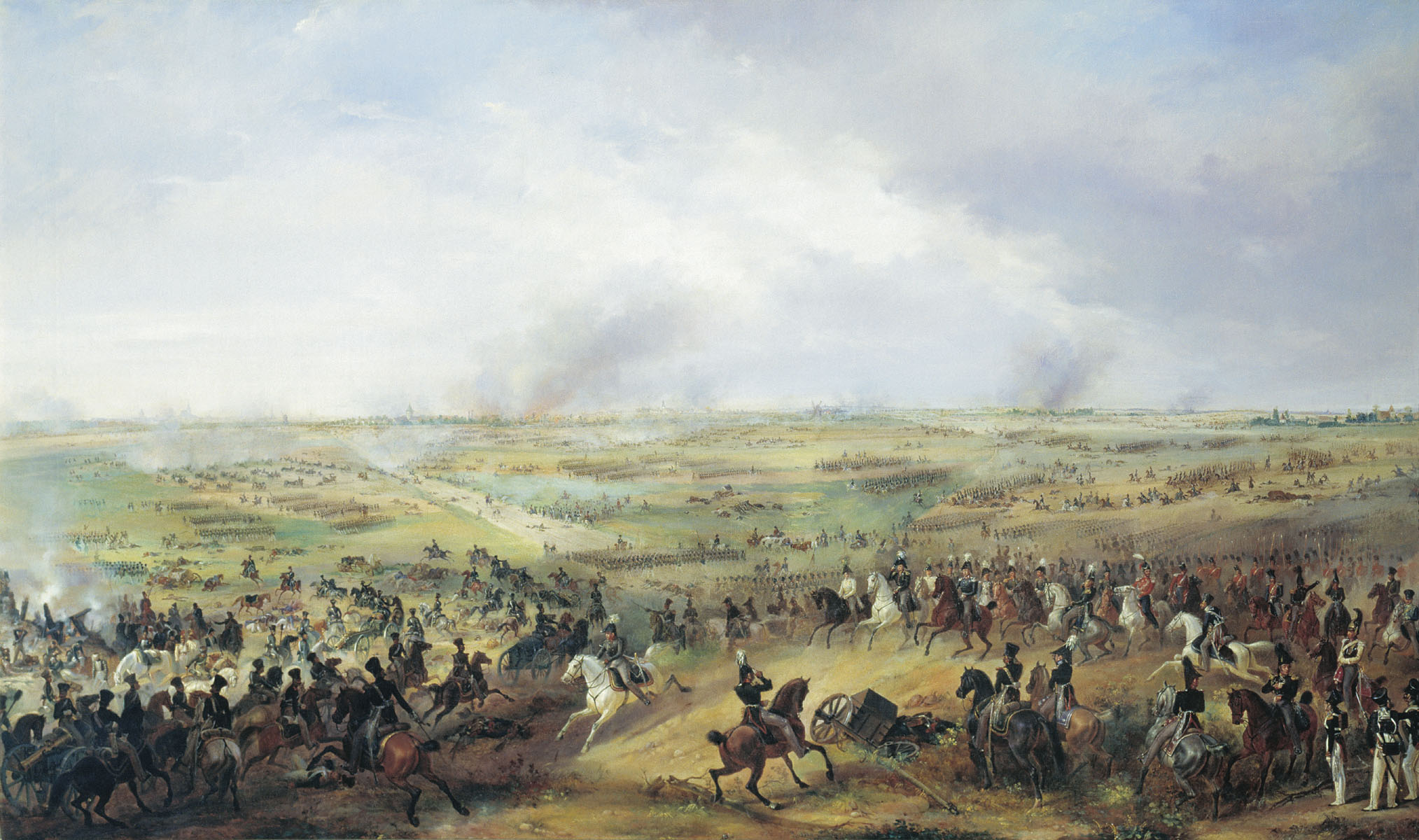
La Battaglia delle Nazioni o Battaglia di Lipsia in un dipinto di A.I. Zauerweid.

Il 15 ottobre Napoleone concentrò le sue forze ad est di Lipsia con solo un debole distaccamento ad ovest, e sul far della sera anche gli alleati della coalizione erano pronti ad attaccarlo. Schwarzenberg, con 180 000 uomini disponibili e 60 000 il giorno successivo; Blücher con 60 000, ma Bernadotte non poté giungere prima del 18 ottobre.
Napoleone si preparò a buttarsi su Schwarzenberg ed ammassò le sue truppe a sud-est del villaggio, mentre Schwarzenberg marciò concentricamente contro di lui discendendo le valli dell'Elster e del Pleiße, col grosso delle sue truppe affiancato da una forte colonna al comando di Giulay e con Blücher a nord. Il combattimento che seguì queste azioni fu tremendo, ma gli austriaci non riuscirono ad impressionare i francesi come sperato, ed anzi Giulay venne costretto a ritirarsi dalla sua posizione. Sull'altro fronte, Blücher raggiunse il villaggio di Möckern e giunse ad un miglio dai cancelli del villaggio. Durante la giornata del 17 vi furono solo schermaglie di poco conto, con Schwarzenberg in attesa dei suoi rinforzi da Dresda, Blücher in attesa di Bernadotte a coprirgli il fianco sinistro e la mossa di Giulay che sembrava aver chiuso il sipario austriaco, aprendo così la strada ai francesi per la ritirata verso Erfurt.
Il 18 ottobre riprese il combattimento vero e proprio ed a mezzogiorno ormai Bernadotte era giunto sul posto a chiudere quello spazio mancante tra Blücher e gli austriaci. Alle 14:00 i sassoni, rimasti fedeli a Napoleone a lungo di altri suoi alleati tedeschi, vennero schiacciati dal nemico. Tutte le speranze di avere la meglio nello scontro vennero abbandonate, ma i francesi riuscirono comunque a portarsi verso Erfurt.

### La ritirata dei francesi e la battaglia di Hanau

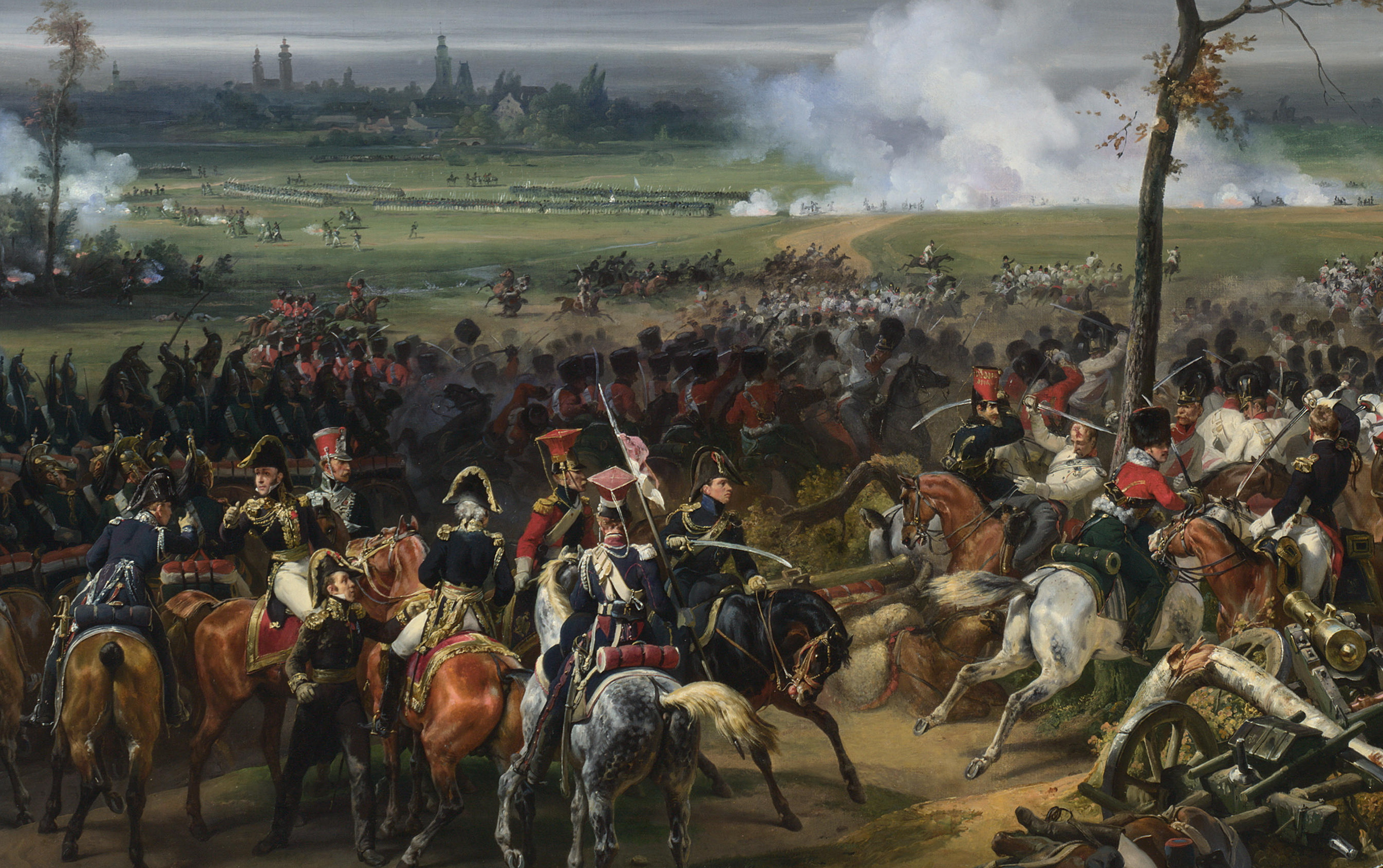
Il generale Nansouty alla battaglia di Hanau in un dipinto di Horace Vernet.

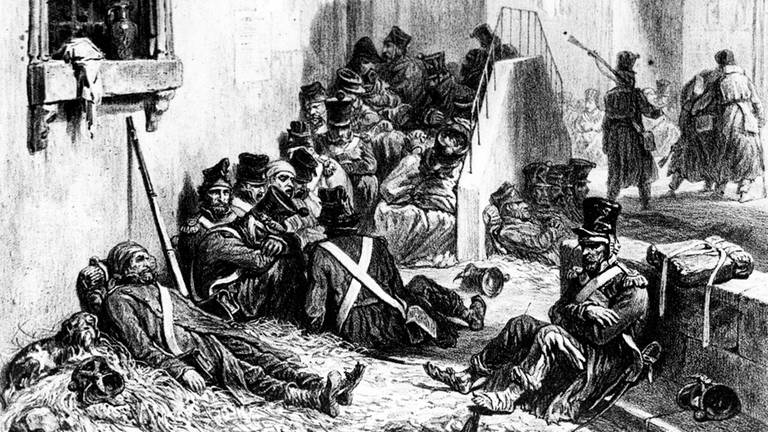
I soldati francesi che soffrono di febbre maculata ("Typhus de Mayence") a Magonza, la prima fortezza sul suolo francese; disegno Raffet, 1834.

Toccò a Blücher il compito di districare le sue truppe dalla confusione della battaglia e di portarle verso le rive dell'Elster. Blücher seguì in parallelo i nemici durante la loro fuga, ma Schwarzenberg sapendo che i bavaresi alla guida di Wrede con 50 000 uomini avrebbero intercettato la ritirata dei francesi, si mosse più tranquillamente. Blücher non riuscì ad avere la meglio sui francesi, ma questi, presso Hanau, si trovarono la strada sbarrata da Wrede con 50 000 uomini e più di 100 cannoni.
A quest'emergenza, Napoleone seppe rispondere prontamente. Come a Krasnoi nel 1812, dopo un brillante movimento d'artiglieria diretto dal generale Drouot, i francesi marciarono sul nemico, praticamente distruggendone tutte le forze. Marciarono quindi senza altre molestie raggiungendo Magonza il 5 novembre.

## Conseguenze

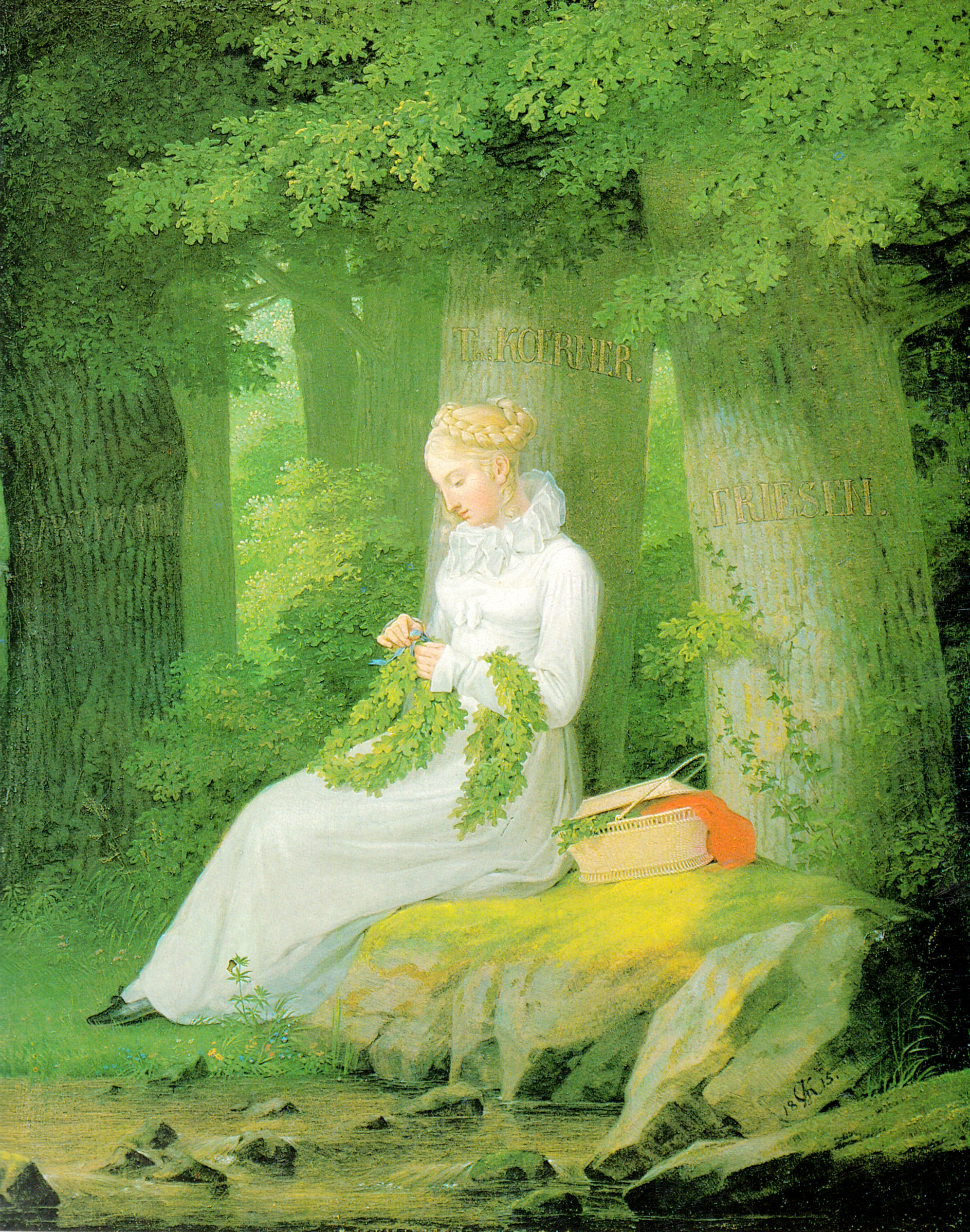
La costruttrice di ghirlande – dipinto di Georg Friedrich Kersting che simboleggia la memoria dei caduti, i coi nomi sono inscritti sui tronchi delle querce.

Quando l'ultima parte delle truppe francesi ebbe attraversata la riva occidentale del Reno, vi fu un consiglio generale degli alleati che convennero che sarebbe stato poco saggio porre Napoleone e la nazione francese allo stremo delle proprie forze. Seguì uno stop prolungato delle azioni, riequipaggiando le truppe e sfruttando il tempo per trionfi che risollevarono il morale, ma già dall'inizio del 1814 la coalizione invase la Francia da est.
Nel contempo il duca di Wellington invase la Francia dai Pirenei. Lasciando i marescialli Soult e Suchet a difendere la Francia sud-occidentale, Napoleone combatté una campagna nel nord-est della Francia che si concluse con l'occupazione di Parigi, l'abdicazione di Napoleone, il suo esilio all'Elba e la Restaurazione borbonica sotto re Luigi XVIII.
La campagna pose fine al Franzosenzeit ("Periodo francese") della Germania e ravvivò il senso di unità e nazionalismo del popolo tedesco. La Confederazione Germanica, formatasi al Congresso di Vienna del 1815, fu il precursore del moderno Stato tedesco, che ad ogni modo venne realizzato quasi mezzo secolo dopo sotto la leadership prussiana. L'immagine popolare della campagna militare in Germania venne portata avanti dai suoi molti veterani, specialmente da quegli studenti che combatterono come volontari. Nel 1913, in occasione del centenario della campagna militare, vi fu una ripresa di quei momenti.